# Gunnar Martin Aronsson
Gunnar Martin Aronsson, född 19 juli 1954 i Stockholm, är en svensk regissör, dramatiker, författare och livscoach.

## Biografi
Aronsson växte upp på Lidingö. Han har studerat religionshistoria, idehistoria, litteraturvetenskap, svenska och filmvetenskap vid Uppsala universitet och Stockholms universitet samt dramapedagogik vid S:t Eriks folkhögskola i Stockholm. Dessa olika inriktningar har han i sitt arbete kombinerat i egenskap av regissör, dramatiker och författare med specialisering inom  livsutvecklingspsykologi. På 1970-talet började han skriva och regissera/producera teater och film, bland annat med den egna ensemblen Teater X2 (med inspiration från den andlige teoretikern Martinus Thomsen och Rainer Werner Fassbinders speciella form "antiteater") i Stockholm 1978-1994. Han har också skrivit noveller och medverkade som skådespelare i filmen 1939 (1989) och SVT-serien Kvällspressen (1992). Han arbetade i början av 1980-talet som informationsansvarig och producent på Nordic Channel och har verkat som frilansjournalist och recensent av musik, film och litteratur, varit redaktör för Sveriges Radios tidning, Lyhört, samt undervisat i Konst, kultur och kommunikation vid Malmö Högskola. Parallellt med det konstnärliga arbetet har han, via vidare internationella studier, utvecklat arbetsformer för livsutvecklingsterapi och bland annat skrivit boken Den hemliga psykologin (2011) vid sidan av landsomfattande kursverksamhet.

## Filmografi
- Förhör (1978) – med Michael Kallaanvaara; premiär SVT 1980
- Jag är levande (1979) – i samarbete med koreograf Karin Schmidt; premiär SVT 1980
- Fröken Julie (1980) – omarbetning av August Strindbergs drama; premiär Göteborg Film Festival och SVT 1980 [efter scenuppsättning 1979]
- Quatre-Mains (1980) – premiär SVT 1981
- Försäkringsmannens uppror (1982)
- Nattövningar (1985) – medförfattare till SVT-serie av Peter Meyer 1985
- Mikael Nordfors (1986) – dokumentär om musikern och terapeuten Mikael Nordfors.
- Endlessly Jealous (1989) – premiär Göteborg Film Festival och SVT 1989
- Svenska samtal (1990)
- UNICA 90 (1990) – dokumentär; Kanal 5
- Tvekampen (1992) – premiär Göteborg Film Festival 1992
- Bikt (1993)
- Bröderna (1994) – manus Joakim Pirinen, med Peter Harryson och John Harryson; premiär Göteborg Film Festival, distribution Folkets Bio

## Dramatik och teaterregi
- Verklig teater (1978)
- Spelets regler (1978)
- Bazookas äventyr och styr utvecklingen i riktning mot böcklingen (1979) ["dadaistisk fresk"]
- Fröken Julie, av August Strindberg (regi; 1979)
- Sopgubbar (Radioteatern 1979)
- Utsikten, av Ödön von Horváth (regi; sverigepremiär Södra teatern 1981)
- European Son (manus+regi; urpremiär Södra teatern 1981; även omarbetad fr Radioteatern 1983)
- I dag går natten in i mig (radioteater om Carl Fredrik Hill; manus+regi Radioteatern 1982; även som scenteater därefter)
- Bombsäkert (manus; urpremiär Nybropaviljongen 1983)
- Syster/syster (manus+regi; urpremiär Skeppsholmen Fri scen 1986)
- X2:s alligator (manus+regi; 1986)
- Samum (regi; Strindbergsmuseet 1986)
- Sitta vackert (dramatisering av bok av Raymond Guérin; premiär Södra teatern 1987)
- Spegelhetsning (manus; 1987)
- Tjurrusning/Kattklösning (manus+regi; Klassiska teatern 1988)
- Jag var Bessie (manus+regi; 1991)
- Vid kontrollerna (radioteater, 1992)
- Så nära (monolog manus; regi Gunilla Gränsbo, Konstepidemin 1992)
- Ussare Kvanting detektivbyrå (fars; manus+regi 1994)
- Bara en mor (tysk berättelse; regi Bohusläns teater 1997)

## Övrig litteratur
- Vaslev Pukas bulor (novell; illustrerad av Joakim Pirinen i Galago)
- Mixed Double (novell; som ovan)
- Frälsningen är nära (novell; som ovan)
- Den polska restaurangen (novell; tidskriften Passage)
- Nattövning (medförfattare; Peter Meyers konstprojekt 1985)
- Mailed Art in Uppsala: Choosing Your Partner (medredaktör; Peter Meyers konstprojekt, 1994)
- Den hemliga psykologin (som e-bok 2011)